# Mořský vír
Mořský vír je útvar v moři tvořící se při střetu dvou opačných proudů. Speciální druh mořských vírů o velké síle se nazývá malstróm podle populárního víru tohoto druhu v Norsku. Často jsou tvořeny střídáním slapových jevů nebo při pádu vodopádů. Silné víry se tvoří na úzkých a mělkých místech, nejčastěji v zátokách.
V minulosti představovaly mořské víry velké nebezpečí pro rybářské i obchodní lodě.

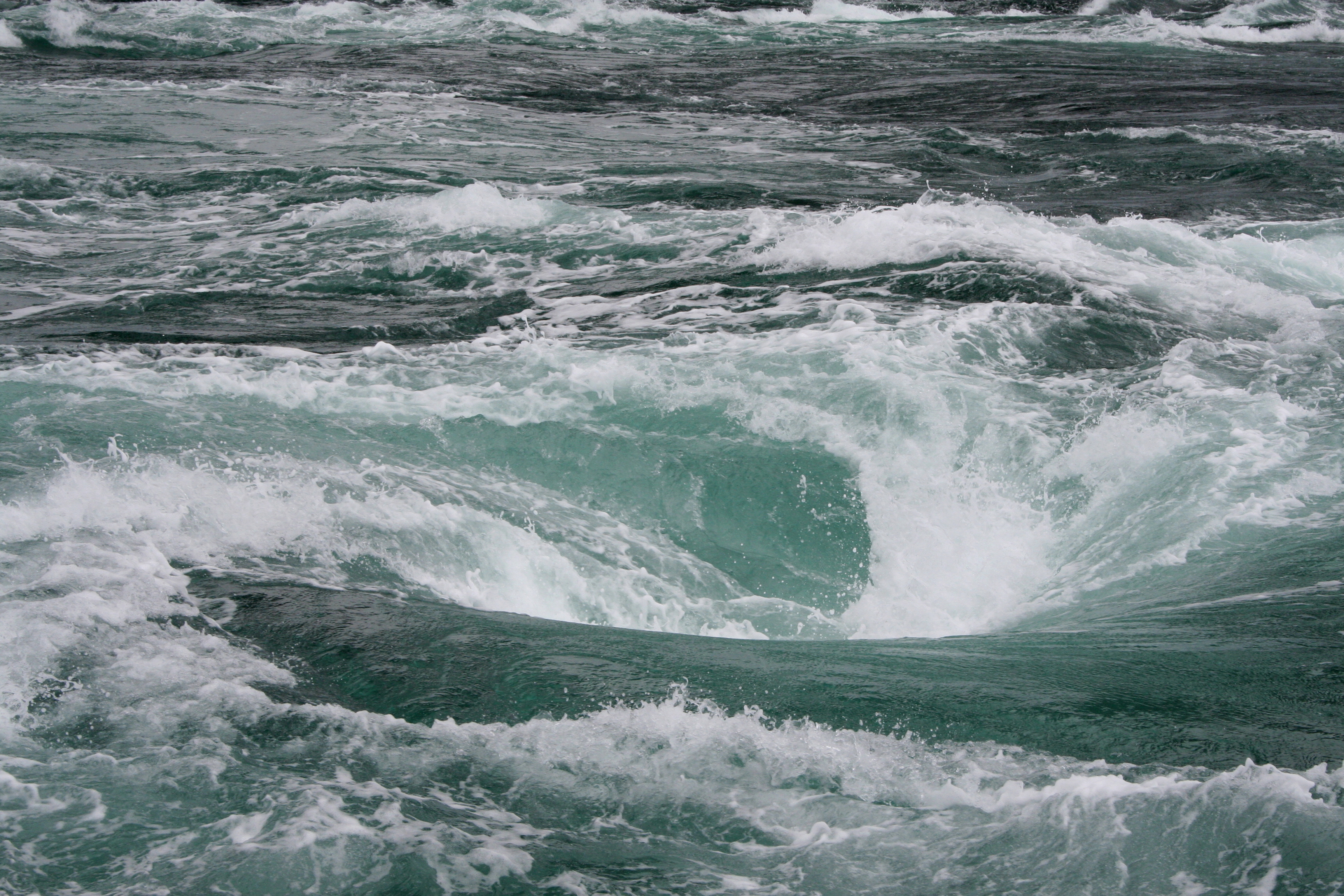
Mořský vír Naruto je s rychlostí 20 km/h čtvrtým nejrychlejší na světě

## Mořské víry na Zemi
Nejsilnějšími víry světa jsou Saltstraumen (rychlost až 37 km/h) a Malstróm v Norsku. V pořadí je následuje vír Old Sow v kanadské provincii Nový Brunšvik v zálivu Fundy. Mezi známé víry se řadí také Corryvreckan mezi ostrovy v souostroví Vnější Hebridy ve Skotsku.
Nejpopulárnějším mořským vírem světa je ale díky E. A. Poeovi či Julesi Vernovi norský vír Malstróm, o kterém se zmiňují ve svých povídkách Pád do Maelströmu a 20 tisíc mil pod mořem. Dosahuje průměru 40-50 m a v minulosti ohrožoval rybářské lodě, které k němu pluly lovit ryby, jež vír stahuje rychlostí až 28 km/h. Na rozdíl od běžných vírů vzniká ale Malstróm na otevřeném moři mezi ostrovy Moskenesøy a Værøy v norském souostroví Lofoty.